# Zethenia florida
Zethenia florida là một loài bướm đêm trong họ Geometridae.